# Застъпници
Застъпниците са симпатизанти на определен кандидат, които в деня на изборите присъстват в избирателната секция, за да представляват интересите му.
Статутът на застъпника се доказва с Удостоверение, издавано от съответната Районна избирателна комисия (РИК) по предложение на кандидата.
Съгласно българското законодателство, застъпниците имат право да присъстват при преброяването на подадените гласове в края на изборния ден, като нямат право да участват в самата процедура на броенето, което се прави единствено от членовете на секционната избирателна комисия (СИК).
Практиката в САЩ и други страни е застъпниците да са доброволци. В България те получават възнаграждения от щабовете на кандидатите, които подкрепят. 